# Août 2002

## Jeudi1eraoût 2002
- En France, l'Assemblée nationale et la Sénat votent le projet de loi portant création d'un dispositif de soutien à l'emploi des jeunes en entreprise.

- L'ONU publie le rapport d'enquête fait par l'ancien président finlandais Martti Ahtisaari sur les évènements qui se sont produits en avril dans le camp de réfugiés palestiniens de Jénine en Cisjordanie. À la suite des difficultés faites par le gouvernement israélien, l'enquête a été réalisée à partir du siège de l'ONU à New York. Le rapport partage la responsabilité des évènements entre Israéliens et Palestiniens, et il dresse le bilan humain : 52 morts palestiniens (dont une moitié de civils) et 23 morts parmi les soldats israéliens.
- En représailles à l'attentat-suicide du 31 juillet dans l'enceinte de l'université hébraïque de Jérusalem, Tsahal accélère le rythme de destruction des maisons des familles des auteurs des attentats-suicide.

## Vendredi2 août 2002
- Le militant d'extrême-droite Maxime Brunerie, auteur de la tentative d'assassinat contre le président Jacques Chirac, le 14 juillet dernier, est mis en examen et écroué au service médico-psychologique de la prison de la Santé à Paris.
- Le gouvernement irakien invite le chef des experts onusiens Hans Blix à venir en Irak.
  - Le secrétaire général des Nations unies, Kofi Annan, accueille favorablement l'invitation, mais regrette que « la procédure proposée s'écarte de celle établie par le Conseil de sécurité. »
  - Washington et Londres rejettent catégoriquement la proposition irakienne.
  - Le 4, Hans Blix écarte aussi la proposition.

## Samedi3 août 2002
- En France, l'Assemblée nationale vote le projet de loi d'orientation et de programmation pour la justice, et le projet de Loi portant amnistie. Fin de la session parlementaire extraordinaire.
- Lors de sa dernière séance avant les élections législatives anticipées du 3 novembre, l'Assemblée nationale turque adopte tous les préalables demandés par l'Union européenne en vue de l'examen de la candidature de la Turquie : abolition de la peine de mort, octroi de droits culturels aux kurdes, élargissements des libertés publiques.
- France, Saint-Just-Saint-Rambert : trois femmes braqueuses d'une boulangerie tuent le boulanger d'un coup de fusil pour un butin de 30 euros.
- Brésil : le 87e congrès mondial d’espéranto s’ouvre à Fortaleza, jusqu’au 10 août. Il a pour thème « La diversité : une chance et non une menace ».

## Dimanche4 août 2002
- À Soham près de Cambridge en Angleterre, deux fillettes de 10 ans, Jessica Chapman et Holly Wells sont enlevées. 
  - Le 17, un couple de suspects est arrêté, il s'agit de Ian Huntsley, 28 ans, et de sa compagne Maxime Carr, 25 ans, respectivement gardien et institutrice au collège de Soham, où étaient scolarisées les deux enfants.
  - Le même jour les corps des deux petites victimes sont trouvés dans un bois près de la base aérienne de Lakenheath.
  - Le 20, Ian Huntsley est inculpé des meurtres et interné dans une unité psychiatrique.
- En Espagne, attentat à la voiture piégée devant une caserne de la Garde civile, attribué à l'ETA, à Santa Pola, station balnéaire au sud-ouest d'Alicante : 2 morts dont une fillette de 6 ans et 34 personnes blessées.
- Attentat-suicide dans un autobus, dans le nord d'Israël, revendiqué par le Hamas : 9 Israéliens tués et 52 blessés.
- À Barcelone (Espagne), alternative de Serafín Marín, matador espagnol.

## Lundi5 août 2002
- En Colombie, une série d'attentats, attribués aux FARC, causent la mort de nombreuses personnes, à deux jours de l'investiture du nouveau président Álvaro Uribe.
- Le gouvernement irakien invite le Congrès américain à envoyer en Irak une mission d'enquête sur ses armements. La Maison-Blanche réplique qu'elle juge toute discussion inutile.

## Mardi6 août 2002
- En France, le Conseil des ministres prononce la dissolution du groupuscule nationaliste « Unité radicale » dont était proche, Maxime Brunerie, le responsable de la tentative d'assassinat sur la personne du président Jacques Chirac avant le défilé du 14 juillet.
- Visite officielle à Tripoli en Jamahiriya arabe libyenne, du secrétaire d'État aux Affaires étrangères du gouvernement britannique, Mike O'Brien.
- Au sud de la Tchétchénie, près de la frontière géorgienne, onze miliciens tchétchènes pro-russes sont tués par une mine télécommandée. Le gouvernement russe accuse le gouvernement géorgien de protéger les indépendantistes tchétchènes.

## Mercredi7 août 2002
- En Colombie, au moment même de l'investiture du nouveau président Álvaro Uribe, une série de bombes explosent dans la capitale Bogota, causant la mort 12 personnes, et des tirs de roquettes atteignent le palais présidentiel. Le 12, le président Álvaro Uribe déclare l'« état de commotion intérieure. »

## jeudi8 août 2002
- Saddam Hussein invite l'ONU à respecter « ses engagements envers l'Irak, en vertu de ses propres résolutions. »

## Vendredi9 août 2002
- En France, le tribunal administratif de Grenoble rejette la requête du Front national contre le Député-maire d'Annecy, Bernard Bosson, qui voulait interdire la tenue de l'université d'été du parti frontiste. Après une saisie d'urgence, le 9, le Conseil d'État désavoue Bernard Bosson.

## Lundi12 août 2002
- L'ultimatum aux fermiers blancs du Zimbabwe d'abandonner et de quitter leur terre, sans condition, ayant expiré, le gouvernement zimbabwéen lance une vague d'arrestations et d'expulsions.

## Mardi13 août 2002
- Matthew J. Holman, John J. Kavelaars et Dan Milisavljevic découvrent le premier nouveau satellite de planète majeure du XXIe siècle, Trinculo. Deux autres lunes sont découvertes le même jour, toujours autour d'Uranus : S/2001 U 2 et S/2001 U 3 (Brett J. Gladman s'ajoute à l'équipe pour ces deux découvertes).

## Mercredi14 août 2002
- Pic des inondations qui, à Prague, paralysent l'activité économique et détruisent le métro de la ville, le Musée Kampa et de nombreux autres bâtiments. Par chance on ne déplore que des dégâts matériels et aucune perte humaine.

- Cristiano Ronaldo disputait son premier match professionnel face à l'Inter Milan.

## Jeudi15 août 2002
- Aux États-Unis, plus de 600 familles de victimes des attentats du 11 septembre portent plainte contre les financiers présumés du réseau terroriste Al-Qaïda, dont plusieurs établissements bancaires et trois princes saoudiens.

## Vendredi16 août 2002
- Du 16 au 18 août, pour la huitième fois, le pape Jean-Paul II fait un voyage triomphal, dans son pays natal, la Pologne, dans la région de Cracovie, dont il fut l'archevêque de 1964 à 1978.
  - Le 17, consécration solennelle de la nouvelle basilique au Sanctuaire de la Miséricorde Divine à Kraków-Łagiewniki avec l'Act de la Confiance du Monde à la Miséricorde Divine.
  - Le 18, grande messe de béatification de quatre religieux polonais, en présence de plus de 2 millions de fidèles.

## Samedi17 août 2002
- Du 17 au 29 août, opération évènementielle de régularisation massive d'étrangers en situation irrégulière, avec le soutien actif du clergé parisien.
  - Le 17, 130 immigrés illégaux d'origine africaine et asiatique occupent la Basilique Saint-Denis, haut-lieu symbolique français, immédiatement accompagnés de toute une logistique matérielle et de communication.
  - Les 24 et 27, à Paris, grande manifestation des « sans papiers », à l'occasion du sixième anniversaire de l'évacuation de l'église Saint-Bernard.
  - Le 27, le ministère de l'intérieur reçoit une délégation, et indique qu'il n'est pas question de régularisation massive, mais seulement des régularisations « au cas par cas ».
  - Le 29, l'évêque de Saint-Denis, de Berranger, demande aux occupants de quitter la basilique.
- Pic des inondations à Dresde, avec une crue de l'Elbe qui, entre 12 et 15 mètres au-dessus de son cours habituel, frôle en de nombreux endroits son record de 1845. La gare centrale est dévastée par un torrent de boue, et de nombreux bâtiments, récemment reconstruits de la destruction de février 1945, sont endommagés.

## Dimanche18 août 2002
- À Berlin en Allemagne, sommet entre l'Union européenne et les pays d'Europe centrale, consacré au financement des réparations après les graves inondations. Les besoins sont estimés à au moins 20 milliards d'euros.
- Du 18 au 23 août, Visite officielle, en Extrême-Orient russe, du chef d'État nord-coréen Kim Jong-il, à bord de son train blindé. Le 23, entretien avec Vladimir Poutine.
- Le gouvernement russe annonce la signature d'un accord de coopération économique et commerciale avec Bagdad, pour une valeur de 40 milliards de dollars.
- À Tel-Aviv, un accord, dénommé « Gaza et Bethléem d'abord », est conclu entre le ministre israélien de la Défense, Benjamin Ben Eliezer, et le nouveau ministre de l'Intérieur palestinien, Abdelrazak al-Yahya, concernant le retrait israélien des parties réoccupées de la bande de Gazaet de Bethléem. Le 25, le ministre sans portefeuille israélien Danny Naveh annonce que l'accord est « gelé. »
- Formule 1 : Grand Prix automobile de Hongrie. Alors qu'il reste encore quatre Grand Prix à courir, Michael Schumacher est déjà assuré du gain du Championnat du monde de Formule 1 au volant d'une Ferrari.

## Mardi20 août 2002
- Lors du Congrès international des mathématiques à Pékin en Chine, le chercheur français du CNRS, Laurent Lafforgue, a reçu, à 35 ans, la médaille Fields, la plus haute distinction en mathématiques. Depuis 1950, sept Français ont reçu cette médaille décernée tous les quatre ans.
- Des opposants irakiens à Saddam Hussein, réalisent une prise d'otages à l'ambassade d'Irak à Berlin en Allemagne. Les forces spéciales allemandes y mettent fin au bout de cinq heures.

## Vendredi23 août 2002
- L'aviation russe effectue, sur le territoire géorgien, un bombardement aérien de la région des gorges de Pankissi, base arrière tchétchène, selon les russes. Le 25, le gouvernement géorgien lance un millier d'hommes, des forces spéciales du ministère de l'intérieur, à l'assaut des gorges.

## Dimanche25 août 2002
- Paolo Persichetti, ancien activiste de l'Union des communistes combattants, condamné en Italie en 1991, à 22 ans de prison pour complicité dans l'assassinat, en 1987, du général Licio Georgieri est arrêté en France et extradé vers l'Italie. Il était installé à Paris depuis 11 ans et enseignait la sociologie politique à l'université Paris-VIII. Cette procédure d'extradition est une première depuis 1985.

## Lundi26 août 2002
- Au large de l'île de Sein, un chimiquier norvégien en difficulté, le Bow Eagle éperonne un chalutier français, le Cistude, et poursuit sa route : 4 des 7 marins sont portés disparus. Le 29, l'armateur reconnaît l'implication du navire dans le naufrage.
- En Espagne, à la demande du juge Baltazar Garzon qui ordonne la suspension des activités du parti indépendantiste basque Batasuna, les députés votent à 90 % l'interdiction totale du parti.
- Du 26 août au 4 septembre, à Johannesbourg en Afrique du Sud, 2e sommet de la Terre consacré au « développement durable. » Il rassemble près de 40 000 délégués et une centaine de chefs d'État et de gouvernements. Présence du secrétaire d'État américain Colin Powell.

## Mardi27 août 2002
- Du 27 au 30, après de vives péripéties politico-judiciaires, l'université d'été du Front national se déroule à l'Impérial Palace à Annecy.
- Du 27 au 30, se déroulent les journées d'été des Verts à Saint-Jean-de-Monts en Vendée, au cours desquelles leur présidente Dominique Voynet annonce son départ.

## Jeudi29 août 2002
- Jean-Luc Margot et Michael (Mike) E. Brown découvrent un satellite à l'astéroïde (22) Calliope ; il sera baptisé S/2001 (22) 1 Linus.

## Vendredi30 août 2002
- Lancement d'un Fonds pour sauver le patrimoine génétique mondial de cultures. Les scientifiques responsables de banques génétiques à travers le monde ont lancé un Fonds pour sauver le patrimoine génétique mondial végétal. Ce Fonds a l'appui de la FAO.
- En France, le conglomérat Vivendi Universal annonce la vente, pour 300 millions d'euros, de son pôle presse grand public (dont L'Express et L'Expansion) au groupe Socpresse, éditrice entre autres du quotidien Le Figaro.
- Visite officielle du ministre de l'Intérieur Nicolas Sarkozy à Bucarest en Roumanie, consacrée à la lutte contre l'immigration clandestine.

## Naissances
- 1er août :
  - Alejandro Francés, footballeur espagnol
  - Tristan Göbel, acteur allemand
  - Anne-Marie Padurariu, gymnaste canadienne
- 2 août : 
  - Aljaž Antolin, footballeur slovène
  - Suphanat Mueanta, footballeur thaïlandais
- 4 août : Eskil Edh, footballeur norvégien
- 5 août : 
  - Otto Hindrich, footballeur roumain
  - Matthew Strazel, joueur aspirant professionnel français de basket-ball
- 6 août : Tommy Conway, footballeur écossais
- 7 août : 
  - Nicolò Cudrig, footballeur italien
  - Fredrik Oppegård, footballeur norvégien
- 9 août : Robin Østrøm, footballeur norvégien
- 12 août : Zhang Wenjing, skieuse alpine chinoise
- 13 août : 
  - André Amaro, footballeur portugais
  - Ben Old, footballeur néo-zélandais
  - Michal Ševčík, footballeur tchèque
  - Satoshi Tanaka, footballeur japonais
- 15 août : Stefan Mitrović, footballeur serbe
- 16 août : Dominic Stricker, joueur de tennis suisse
- 17 août : Oscar Uddenäs, footballeur suédois
- 18 août : Jorge Eduardo García, acteur mexicain
- 19 août : 
  - Tayvon Gray, footballeur américain
  - Brighton Sharbino, actrice américaine
  - Marc Saugy, entrepreneur suisse
- 20 août : 
  - Lilian Egloff, footballeur allemand
  - Jenny Nowak, sauteuse à ski et coureuse allemande du combiné nordique
- 23 août : Adam Obert, footballeur slovaque
- 26 août : 
  - Dilane Bakwa, footballeur français
  - Angelina Simakova, gymnaste artistique russe
- 29 août : Destiny Chukunyere, chanteuse maltaise
- 31 août : Jayden Braaf, footballeur néerlandais

## Décès
- 3 août : Niculiţă Secrieriu, peintre roumain (° 1938).
- 5 août :
  - Chick Hearn, commentateur sportif américain (° 27 novembre 1916).
  - Francisco Coloane, écrivain chilien (° 19 juillet 1910).
  - Franco Lucentini, écrivain italien, coauteur de romans policiers avec son compatriote Carlo Fruttero (° 24 décembre 1920).
- 6 août : Edsger Dijkstra, mathématicien et informaticien néerlandais (° 11 mai 1930).
- 7 août : Pagail, rappeur francophone (° 1980).
- 12 août : David Malkin, sculpteur et peintre russe (° 23 mars 1910).
- 17 août :  Roger Piel, coureur cycliste français (° 28 juin 1921).
- 19 août :
  - Eduardo Chillida, sculpteur espagnol.
  - Abou Nidal, Palestinien, chef du Fatah-Conseil révolutionnaire (Fatah-CR), figure historique du terrorisme international.
- 23 août : Colette Boulin, veuve de l'ancien ministre français Robert Boulin.
- 26 août : Karl Gitzoller, résistant autrichien au nazisme (° 1er janvier 1905).
- 31 août : Lionel Hampton, jazzman américain.